# بخش برنادوت، شهرستان نیکولت، مینه سوتا
بخش برنادوت (به انگلیسی: Bernadotte Township) یک منطقهٔ مسکونی در ایالات متحده آمریکا است که در شهرستان نیکلت، مینه‌سوتا واقع شده‌است.
 بخش برنادوت ۹۳٫۱ کیلومتر مربع مساحت و ۳۴۶ نفر جمعیت دارد و ۳۰۱ متر بالاتر از سطح دریا واقع شده‌است.